# Saint-Morel
 Saint-Morel  là một xã ở tỉnh Ardennes, thuộc vùng Grand Est ở phía bắc nước Pháp.